# طرقچی‌کلا
طرقچیکلا، روستایی است از توابع بخش لاله‌آباد شهرستان بابل در استان مازندران ایران.

## جمعیت
این روستا در دهستان لاله‌آباد قرار دارد و براساس سرشماری مرکز آمار ایران در سال ۱۳۸۵، جمعیت آن ۳۴۲ نفر (۸۷خانوار) بوده‌است.